# Slot Hueth

Kaartje van Slot Heuth

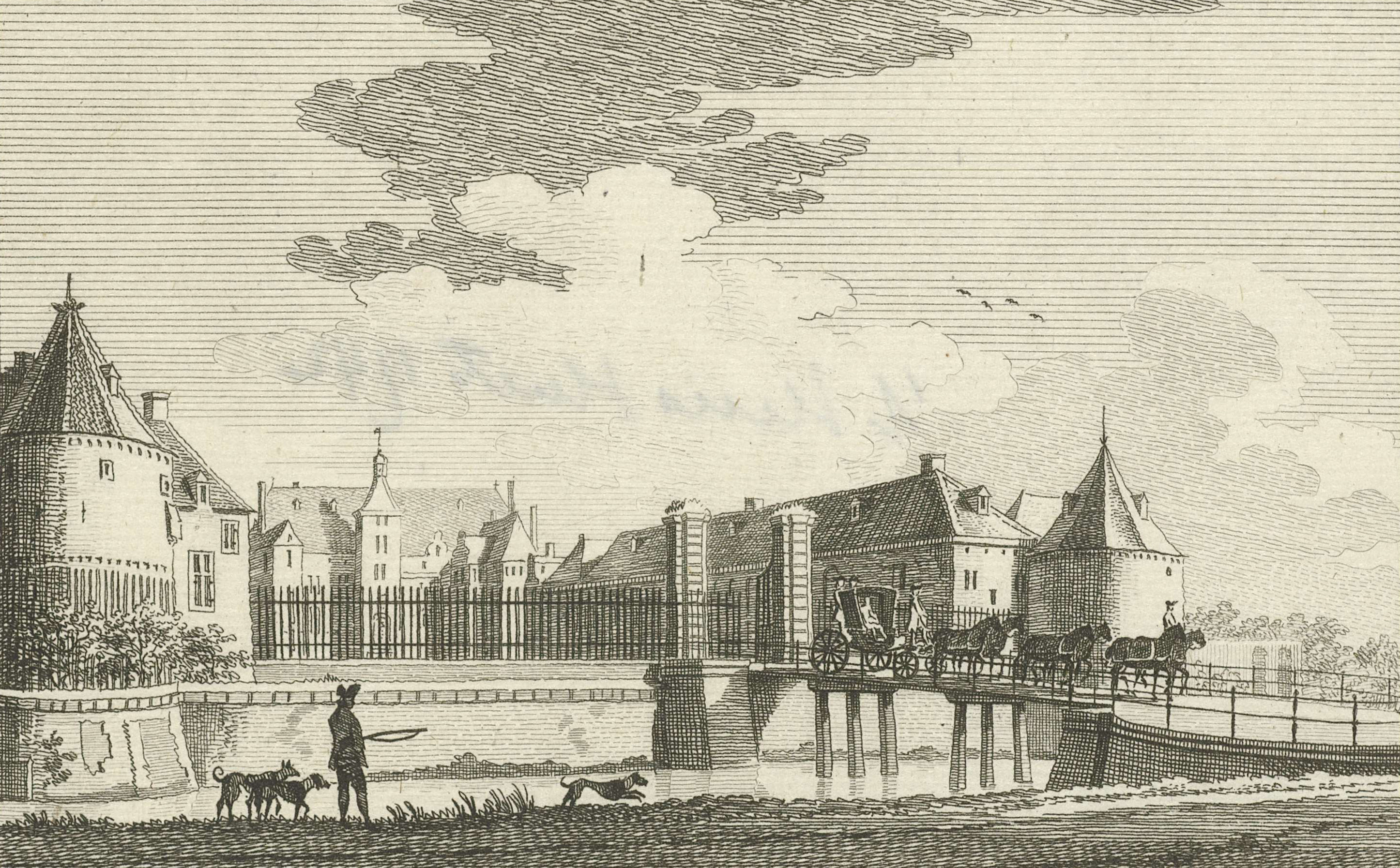
17e-eeuwse prent naar Jan de Beijer

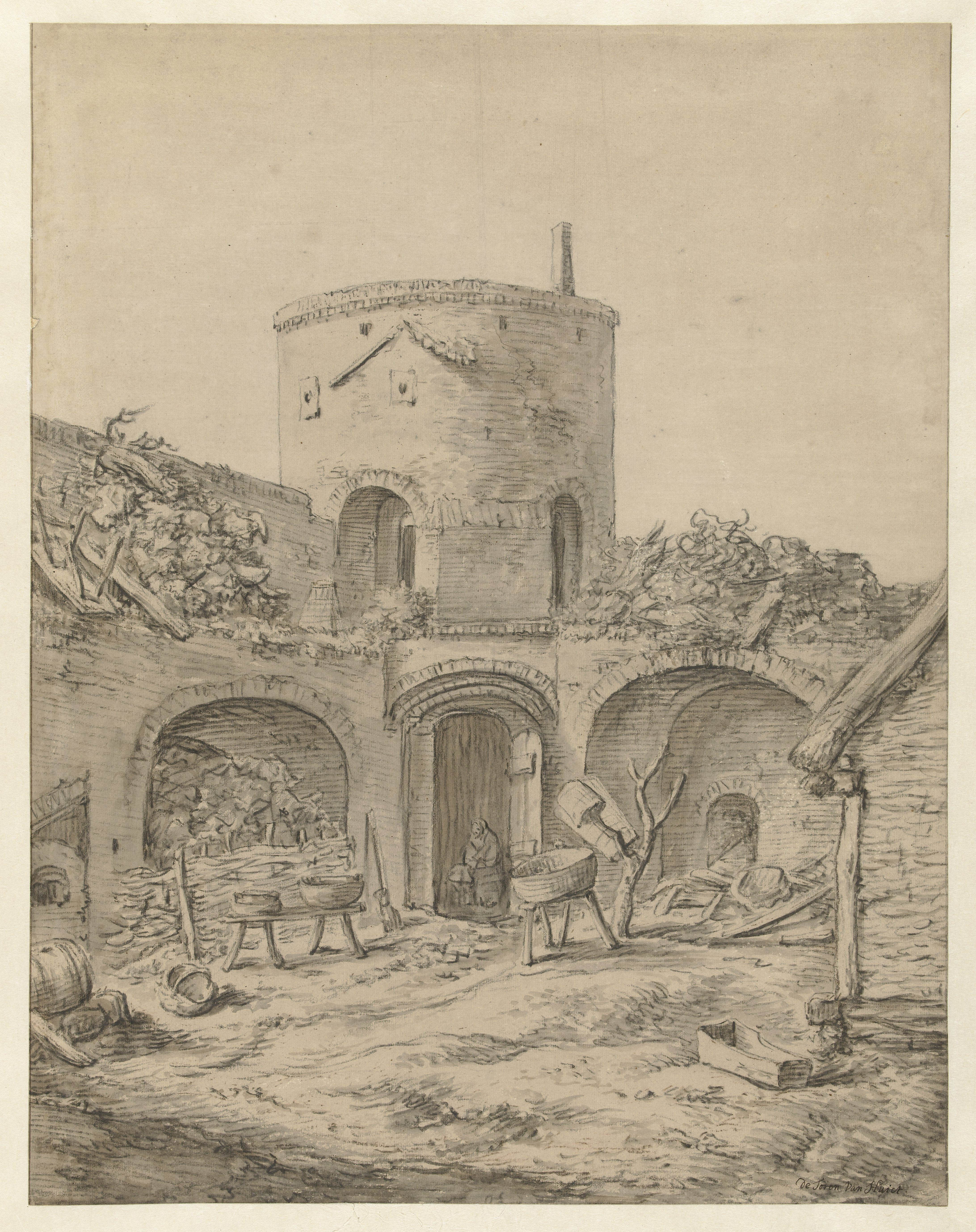
17e-eeuwse tekening door Herman Saftleven

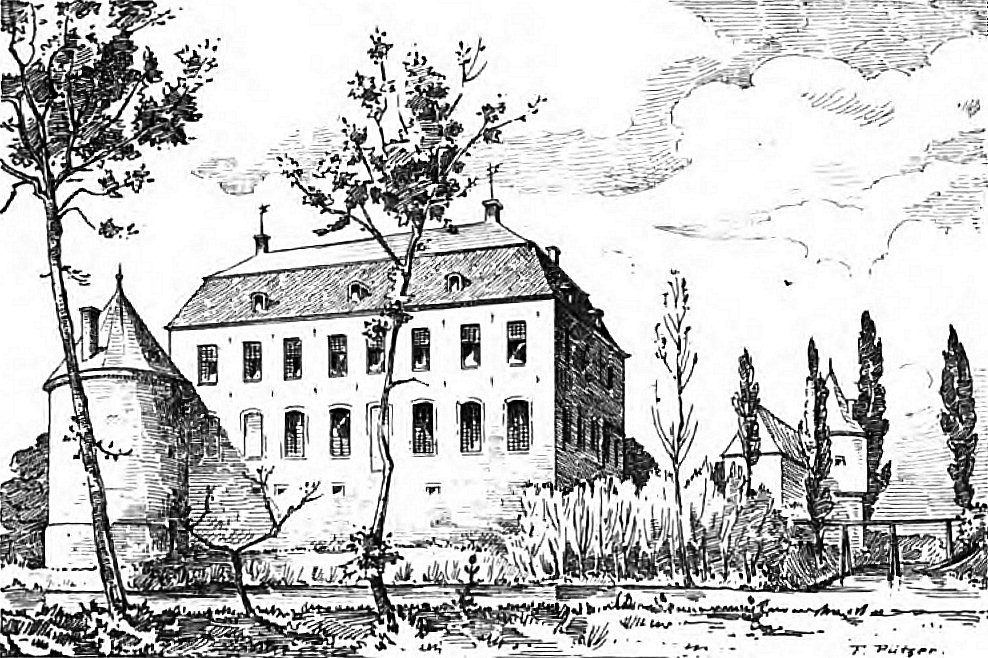
Slot Heuth omstreeks 1892

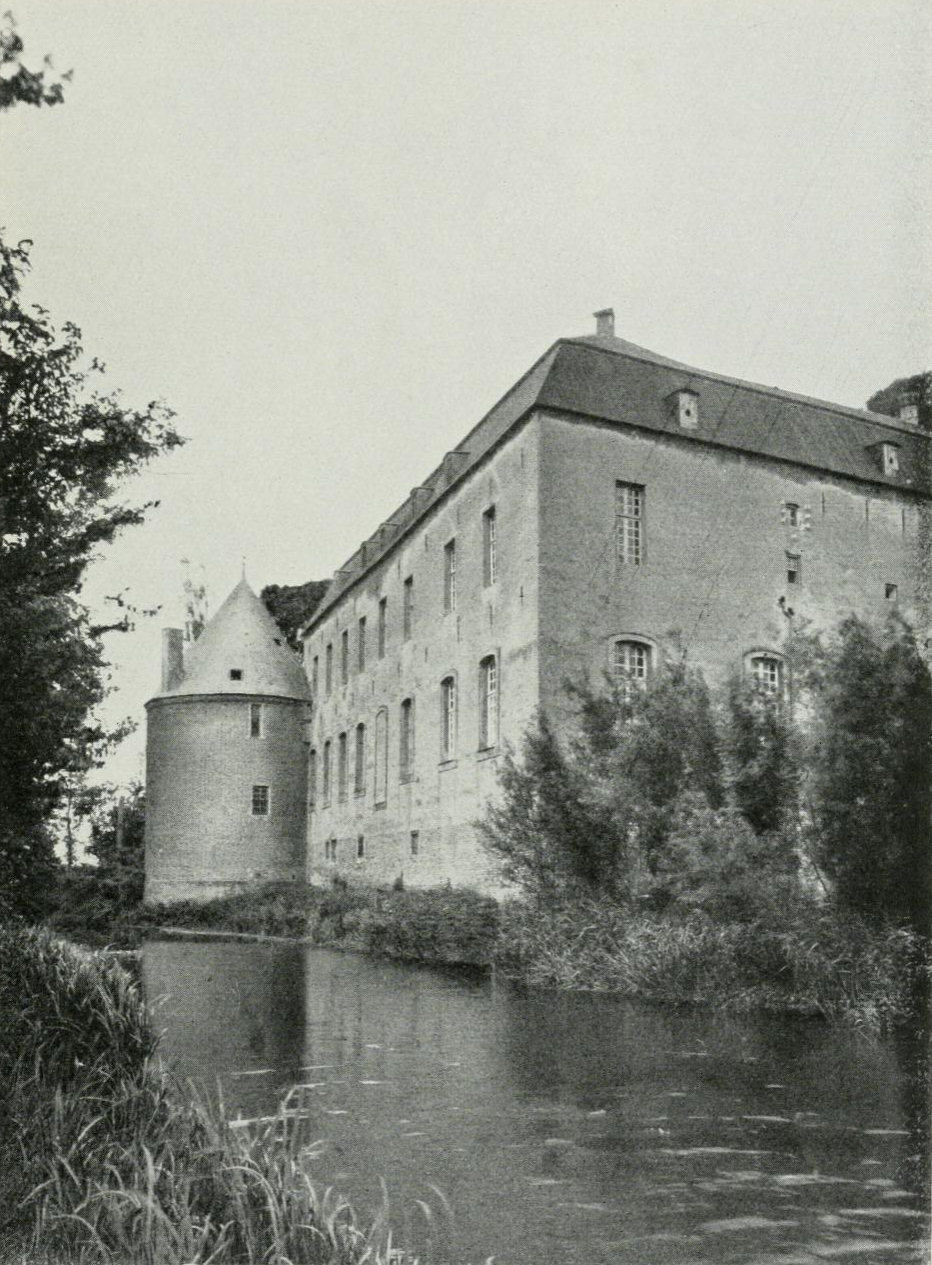
Slot Heuth omstreeks 1922

Slot Hueth, vroeger mogelijk ook Bruckhuet, is het het restant een van historische waterburcht gelegen ongeveer 1.5 kilometer ten noorden van Bienen in Rees in Kreis Kleve, Noordrijn-Westfalen.
De eerste burcht werd in de 14e eeuw gebouwd als middeleeuws verdedigingswerk door de ridders van Hekeren en was leengoed van het keurvorstendom Keulen. Rond het begin van de 15e eeuw kwam de burcht aan de familie van Wylich, die het meer dan drie eeuwen bewoonde. In de 17e eeuw werd het omgebouwd tot slot en in de eerste helft van de 18e eeuw werd het verkocht aan Friedrich Wilhelm von Borcke. Deze familie verbouwde het tot landhuis in de stijl van de rococo. Door huwelijk en erfopvolging kwam slot Hueth in de 19e eeuw in bezit van de familie van Wittenhorst-Sonsfeld. Het bouwkundige monument is ingebruik als woning van de familie met suites voor vakantiegasten. Het slot is privébezit en alleen vanaf de weg 'Alter Deichweg' te bezichtigen.

## Beschrijving
Slot Hueth staat op een kasteelterp van ongeveer 50×100m omgeven door een slotgracht met een bakstenen  waterkering. Voordat het hoofdgebouw in de Tweede Wereldoorlog werd verwoest was het complex tweedelig, bestaande uit een herenhuis met drie vleugels en een westelijke voorburcht waarvan de oppervlakte ongeveer twee keer zo groot was als het hoofdgebouw. De twee delen waren van elkaar gescheiden door water. Kasteel Hueth leek op Haus Winnenthal in Xanten dat ook meer dan 150 jaar in het bezit was van de familie von Wylich.

### Hoofdgebouw
De romp van het drievleugelige hoofdgebouw dateerde uit de 14e eeuw en bevond zich op het oostelijke deel van het eiland. De oudste delen werden gevonden in de romp en zuidelijke vleugel. Na een renovatie in de barok werd het een landhuis van twee verdiepingen, met mansardedak, waarvan de lange zijden door vensters in acht assen waren verdeeld. De voorzijde werd bekroond door een driehoekige topgevel. Ten tijde van de familie Borcke was het interieur rijkelijk ingericht. Het herbergde onder meer een bibliotheek van 1000 boeken, ongeveer 70 schilderijen en een collectie van 54 figuren gemaakt van Meissen porselein.

### Toren
Oostelijk had het landhuis een robuuste ronde toren uit de 14e eeuw. Tegenwoordig is daar slechts een ruïne van over. Deze zogenaamde archieftoren had drie verdiepingen en muren van 2,5 meter dikte en was bedekt met een kegelvormig dak. Het bouwwerk kon op de begane grond betreden worden. Binnenin had het een zeshoekige koepel met polygonale consoles. De kerker in de kelder had een afgeplat gewelf. Een wenteltrap tussen zeer dikke muren leidde naar de bovenverdiepingen waar een haard en een gemak waren.

### Voorburcht
De voorburcht van Hueth bestond vroeger uit twee tegenover elkaar liggende vleugels van baksteen, die tegen de binnenzijde van de noordelijke en zuidelijke ringmuur aanleunden met een omgang en schietgaten. Aan de westelijke uiteinden stonden ronde hoektorens met kegeldak uit de 16e eeuw. De oostelijke delen van de twee vleugels zijn in de loop van de tijd afgebroken. De zuidelijke vleugel was later dan het noordelijke deel en ook iets hoger. Het grensde aan de zuidelijke vleugel van het herenhuis. Twee kelderkamers met tongewelven bleven bestaan. De westelijke helft van de zuidelijke vleugel had op de begane grond een wanddikte van 1,5 meter en werd overspannen door drie kruisgewelven. Slechts de buitenmuren van ervan bleven tot op heden bestaan.
Het westelijke deel van de noordvleugel van ongeveer 30 × 9 meter is nog intact. De twee verdiepingen zijn optisch van elkaar gescheiden door een bakstenen fries. Dichtgemetselde schietgaten getuigen nog van de vroegere functie als verdedigingswerk. De muren van de ronde hoektoren, die binnen een gewelf heeft, zijn 1,6 meter dik. Voordat deze vleugel in de 20e eeuw werd omgebouwd tot woonruimte waren er veestallen en een koetshuis.

### Toegangspoort
Een stenen drie-boogs brug leidt vanuit het westen over de gracht naar een smeedijzeren poort die geflankeerd wordt door twee bakstenen pilaren uit 1687 met twee levensgrote zandsteenfiguren. Ze behoren tot een groep van vier beelden die de vier seizoenen voorstellen. De andere twee figuren staan op bakstenen sokkels voor de toegangsbrug. De slotgracht en de vroegere oprijlaan zijn nog intact.

## Geschiedenis

### De eerste donjon
Het huis wordt meerdere keren genoemd in oude geschriften. Op 24 juni 1361 verklaarde ridder Rutger von Hekeren dat Jan van Kleef van het graafschap Kleef hem had toegestaan een kasteel te bouwen in het broekland van Heuth. Het complex werd de opvolger van een eerdere havezate die ongeveer een kilometer ten noordoosten van het nieuwe kasteel had gestaan en in 1346 door brand was verwoest. Drie jaar later, op 21 september 1364, droegen Rutger en zijn vrouw Odilia het nieuwe kasteel op aan de aartsbisschop van Keulen Engelbert III van der Mark, die de grootste rivaal was van de graven van Kleef in de strijd om de macht in het gebied rond Bienen, en vestigden er een verdedigingspost van het aartsbisdom.
Rond het begin van de 15e eeuw kwam het complex in handen van Adolph von Wylich, de Kleefse ambtman in de Hetter sinds 1394. Hij schonk slot Hueth in februari 1428 aan zijn zoon Godert. In de jaren die volgden waren leden van de familie von Wylich ambtsmannen in de Hetter en het kasteel fungeerde als ambtswoning. In 1608 werd Johann Christoph von Wylich benoemd tot baron vanwege de heerschappij over Lottum aan de Maas die zijn vader had verworven. Daarna noemden de leden van deze familietak zichzelf "von Wylich-Lottum".
Tijdens de Tachtigjarige Oorlog plunderden Spaanse troepen onder Francesco de Mendoza in 1598 de voorburcht en staken deze in brand. Een hoektoren en de boerderijgebouwen werden door de brand verwoest. De kernburcht kon echter niet door de Spanjaarden worden ingenomen. Vanaf 1614 behoorde het Hertogdom Kleef tot Brandenburg-Pruisen. In 1647 ontving Johann Sigismund von Wylich zu Lottum slot Hueth als leengoed samen met de omliggende boerderijen en het dorp Bienen.

### Landhuis
Deze familie bouwde het kasteel in de tweede helft van de 17e eeuw om tot een representatief landhuis. De gracht die de hoofd- en de voorburcht scheidde, werd gedempt en de ophaalbrug naar de voorburcht werd vervangen door een massieve stenen brug. Pilaren aan weerszijden van de brug vervingen het oude poortgebouw. Ook werden de verdedigingsmuren rechts en links van de ingang afgebroken en vervangen door smeedijzeren hekwerk. Op het voorterrein werden en aan de noord- en zuidzijde langwerpige vleugels aan de ringmuur gebouwd en die werden verbonden met de ronde torens aan de westkant. Johann Sigismund werd als eigenaar van Hueth opgevolgd door zijn zoon Philipp Karl von Wylich und Lottum, die in 1701 werd verheven tot graaf. Hij was Pruisisch veldmaarschalk en gouverneur van Wesel en stichtte in 1712 de gereformeerde kerkgemeenschap Hueth, waarvoor hij een gebedsruimte inrichtte in de zuidelijke vleugel van de voorburcht. Bij het huwelijk van zijn zoon Johann Christoph von Wylich und Lottum met barones Hermine Alexandrine von Wittenhorst-Sonsfeld op 26 juli 1714 in kasteel Hueth was ook de Pruisische koning Frederik Willem I aanwezig.
In 1736 verkocht de familie slot Hueth met beheer van het bijbehorende deel van graafschap Kleef voor 40.110 reichstaler aan Friedrich Wilhelm von Borcke die in Pruisische dienst was. In 1730 was deze benoemd tot voorzitter van de oorlogs- en domeinkamer in Minden en Kleef. Zijn familie werd in 1790 tot graaf verheven en bleef de eigenaar van het complex tot 1872. In de tweede helft van de 18e eeuw liet de von Borckes landhuis Hueth herinrichten in rococostijl. De traptoren in de centrale as van het gebouw werd afgebroken en alle gotische gevels werden verwijderd.

### 19e en 20e eeuw
De kleinzoon van Friedrich Wilhelm, Friedrich Heinrich, vestigde in het kasteel een observatorium en een naturaliënkabinet. Hij was bevriend van veldmaarschalk Blücher, waarvan de overlevering vertelt dat hij op een ochtend na een nachtelijke drinkpartij te paard de trap besteeg naar de eerste verdieping om zijn vriend te wekken. De familie von Borcke verarmde en verloor aan invloed en in 1846 werd Hueth verwijderd uit het register van landhuizen met politieke medezeggenschap. Toen Friedrich Heinrich in 1872 zonder nakomelingen stierf erfde zijn zus Bernhardine het kasteel. Door haar huwelijk met een lid van de familie von Wittenhorst-Sonsfeld ging het landgoed na haar dood in de tweede helft van de 19e eeuw over op de familie van haar man. In de 19e en begin 20e eeuw liet men de kasteelbruggen vernieuwen en een gemoderniseerd boerenerf aanleggen ten noorden van het kasteeleiland. Voor 1945 vonden er omvangrijke renovatiewerkzaamheden plaats aan de gebouwen omdat de gemeente Oberhausen van plan was er een herstellingsoord te vestigen.
Tijdens de Tweede Wereldoorlog werd het kasteelcomplex gebruikt door de Volkssturm.  Op 26 en 27 maart 1945, tijdens gevechten in het kader van de Rijnovergang, werd het kasteel door de geallieerden getroffen met zwaar geschut. Het zuidelijke deel van de vestingmuur en het hoofdgebouw werden verwoest. Het uitgebrande landhuis werd rond 1960 opgeruimd en slechts een van de oude torens bleef als ruïne bestaan.
Het kasteeltje bleef eigendom van de familie von Wittenhorst-Sonsfeld die de noordvleugel van de voorburcht met de toren liet restaureren en inrichten als woonruimte met drie vakantie-appartementen. De oude oprijlaan is als wandelpad opengesteld. Bij de half-ommuurde kasteelboerderij ligt een fruitboomgaard.

## Omgeving
Het slot is gelegen tussen Emmerik en Rees in de laagvlakte van de Rijn. Deze streek grenst aan de Liemers in Nederland en had voor de aanlegging van een doorgaand dijksysteem regelmatig te maken met hoogwater. De drassige grensstreek vormde van oudsher een verdedigingslinie.
In de omgeving vindt men onder andere de windmolen van Berg en de weertoren Zur Rosau. Natuurgebieden in de omgeving zijn in het noorden de Hetter, in het zuiden de Bienener Altrhein, in het oosten het Millinger Meer. Dorpen in de omgeving zijn Bienen, Millingen, Praest en Dornick. De oude oprijlaan 'Huethsche Allee' is ca. 500m lang en loopt naar de Emmericher Landstraße. Achter het landgoed loopt de spoorlijn spoorlijn Oberhausen - Emmerich met een stopplaats in Millingen. De naburige Nederlandse dorpen zijn Megchelen en Netterden.

## Afbeeldingen

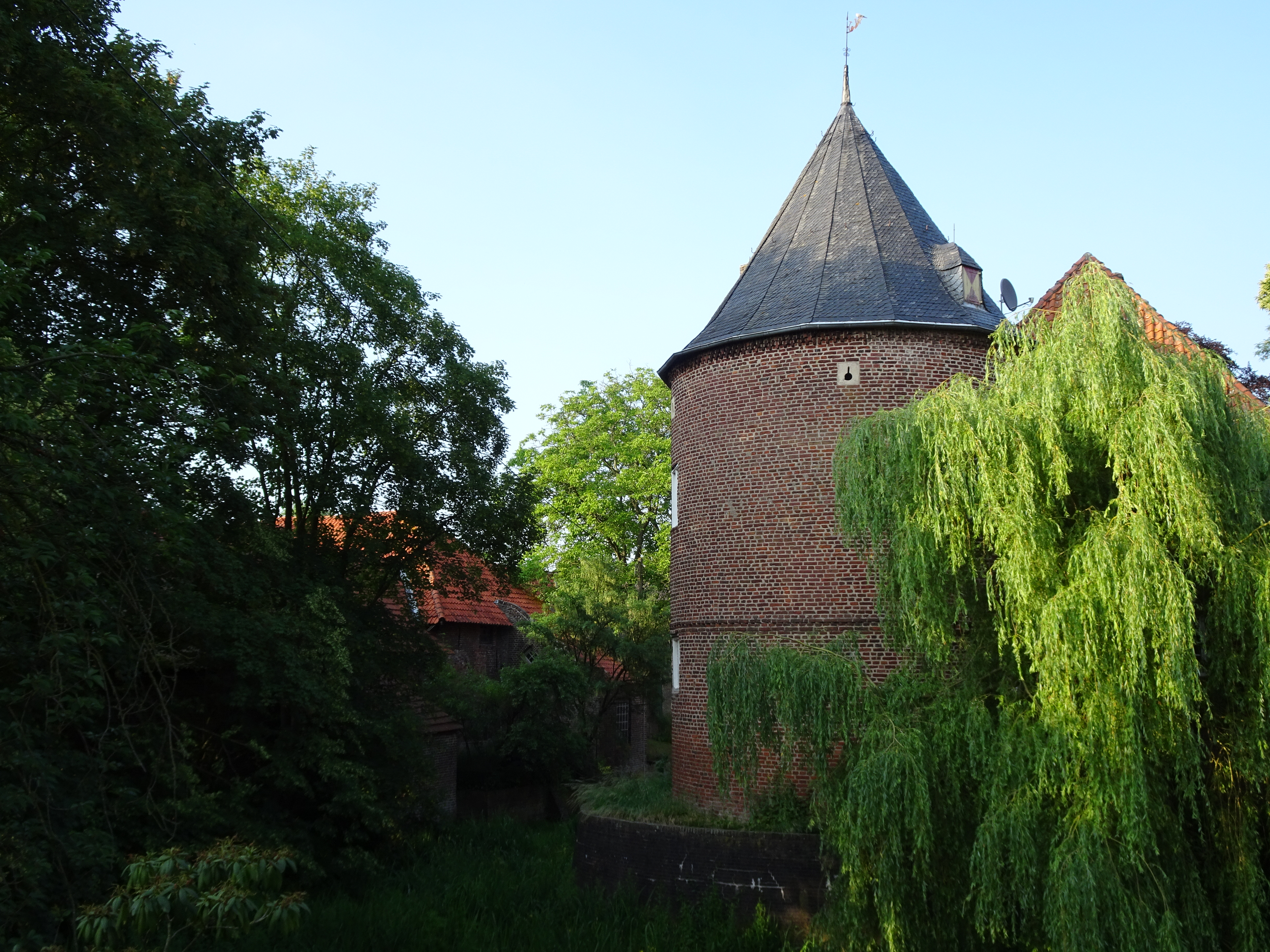
noordtoren met treurwilg, 2018
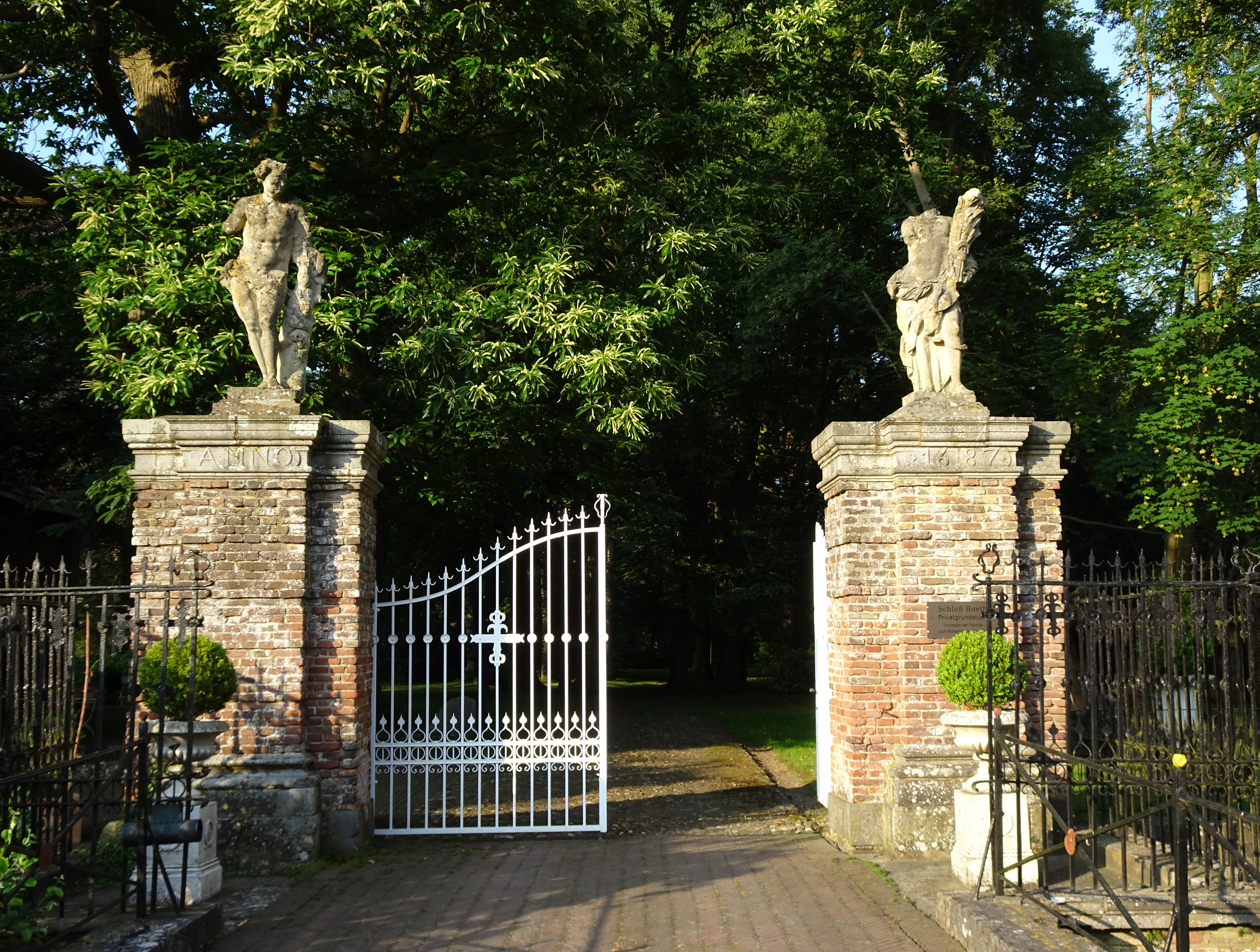
toegangspoort met sculpturen, 2018
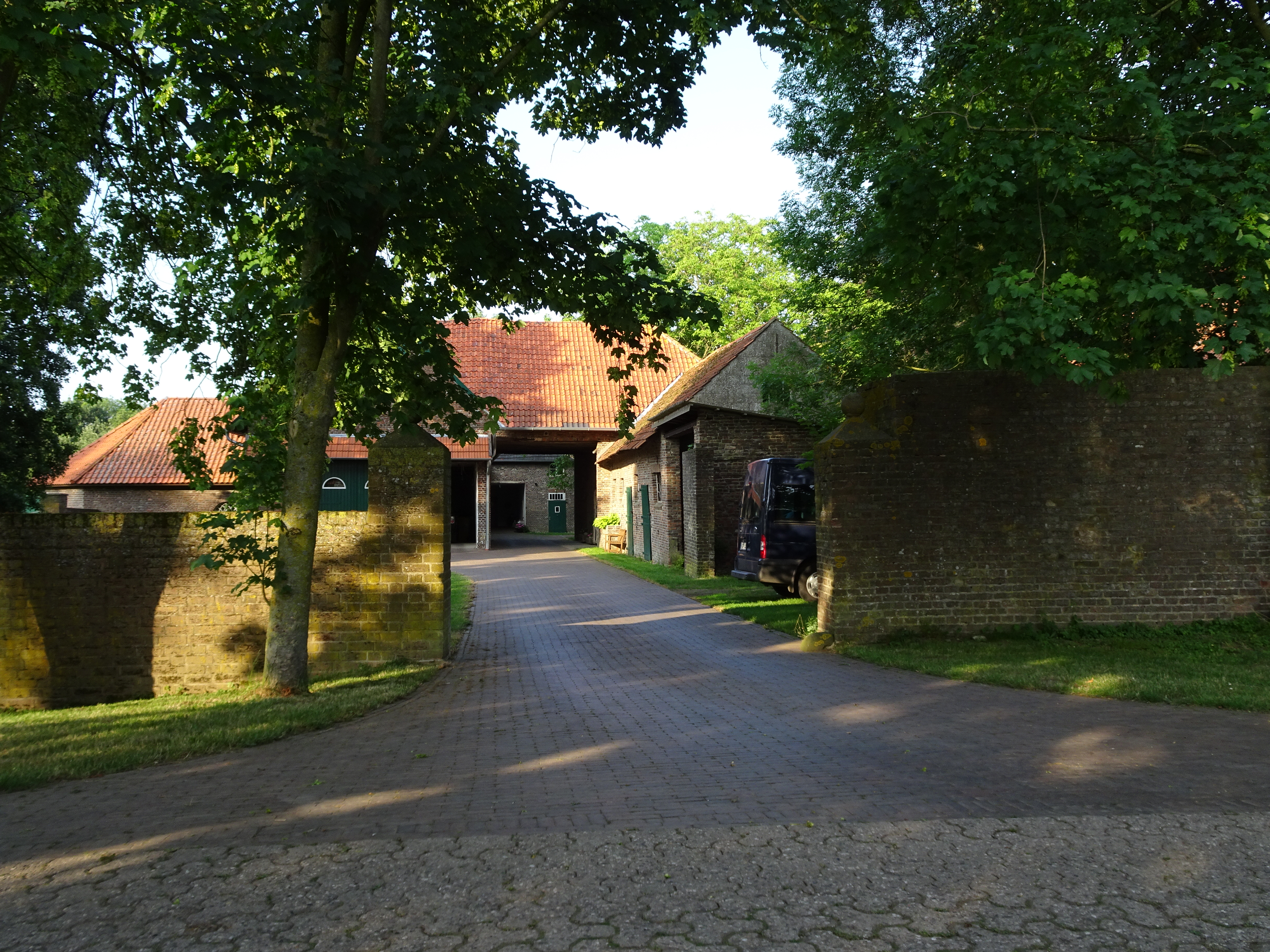
ommuurde kasteelboerderij, 2018
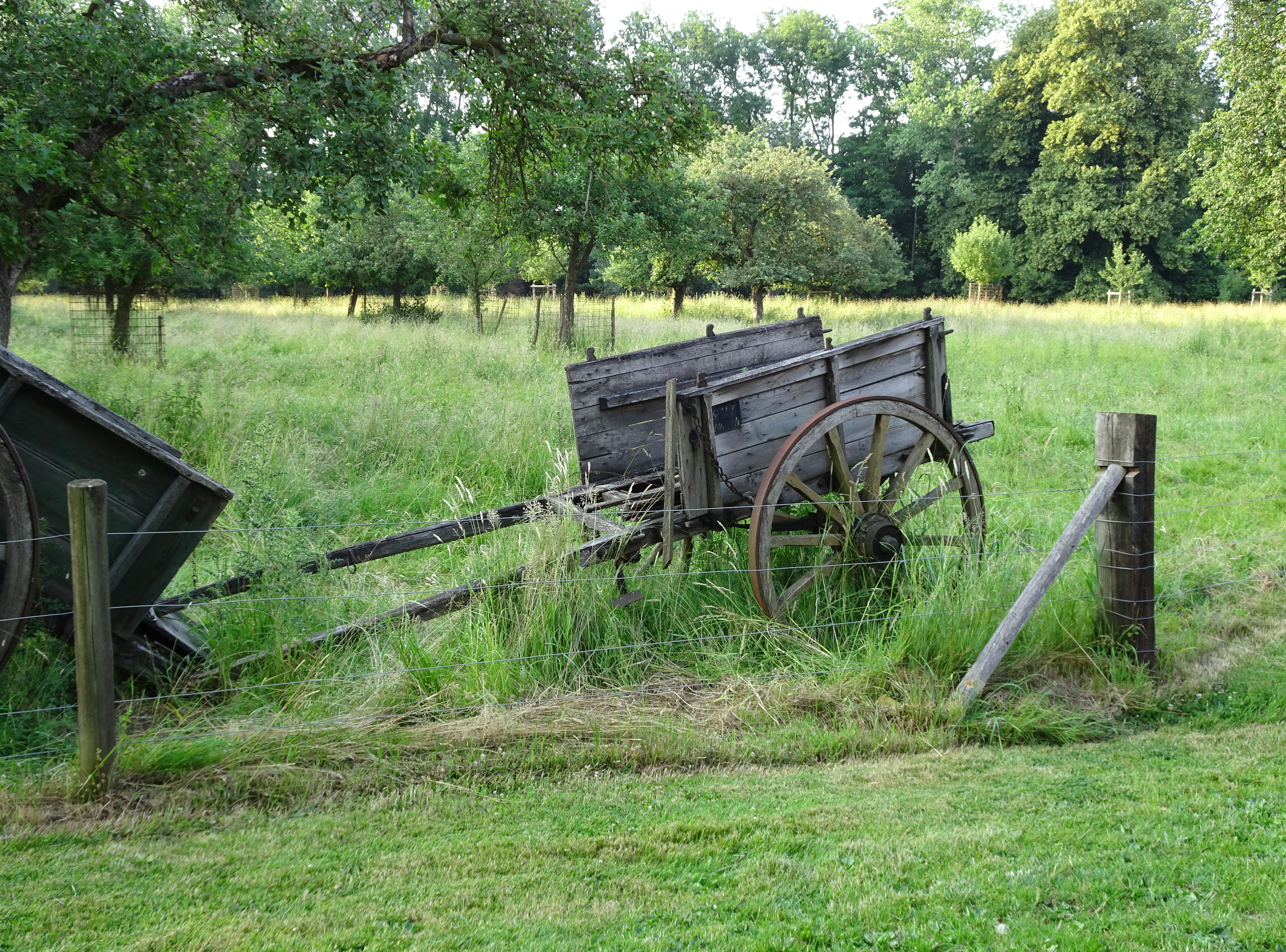
boomgaard met boerenkar, 2018
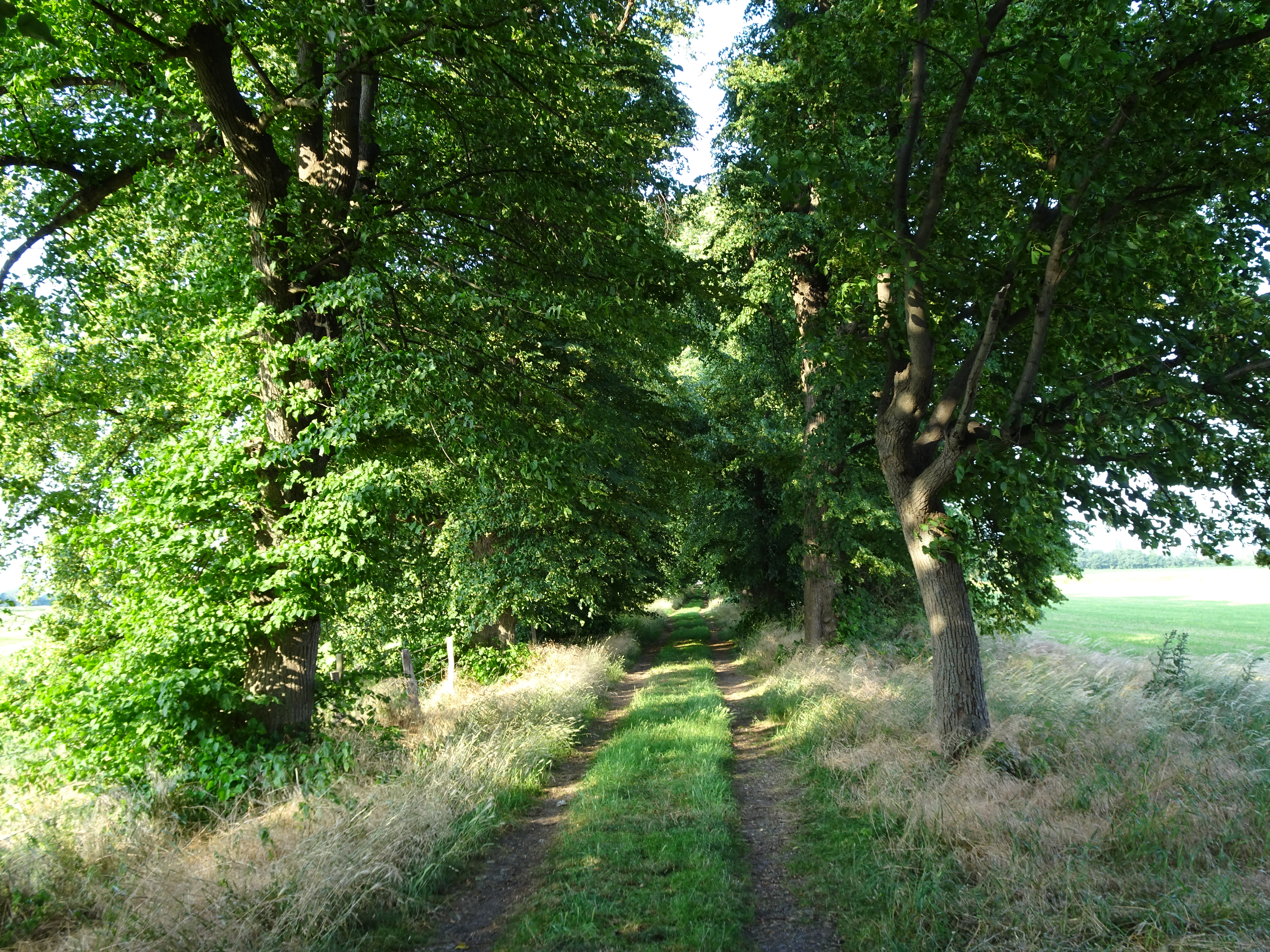
overgroeide oprijlaan, 2018